# Hans Dahlberg (regissör)
Hans Dahlberg, född 23 april 1942 i Solna församling, är en svensk regissör, producent, manusförfattare och produktionsledare.

## Filmografi
Manus
- 1976 – Kamrer Gunnarsson i skärgården

Regi
- 1973 – Om 7 flickor
- 1976 – Kamrer Gunnarsson i skärgården
- 1978 – En vandring i solen
- 1978 – Peters baby (TV-serie)
- 1980 – Trollsommar
- 1982 – Time Out (TV-serie)

### Fotnoter
1. ↑  ”Hans Dahlberg”. Svensk Filmdatabas. http://sfi.se/sv/svensk-filmdatabas/Item/?type=PERSON&itemid=270958. Läst 14 maj 2013.